# ジョセフ・バイロック
ジョセフ・バイロック（Joseph Biroc、1903年2月12日 - 1996年9月7日）は、アメリカ合衆国の撮影監督である。

## 経歴
1903年2月12日、ニューヨーク州ニューヨーク市に生まれる。
15歳の頃、映画業界でのキャリアを開始する。第二次世界大戦中は通信部隊に従軍し、パリの解放をフィルムに収めた。
1952年、3D映画『ブワナの悪魔』の撮影を担当する。その後、『攻撃』『女の香り』『ロンゲスト・ヤード』など、ロバート・アルドリッチ監督の映画を数多く手がけた。
1996年9月7日、カリフォルニア州ロサンゼルスにて死去。93歳没。

## フィルモグラフィー

### 映画
- 素晴らしき哉、人生! It's a Wonderful Life （1946年）
- マイク夫人 Mrs. Mike （1949年）
- 地獄への待伏せ The Bushwhackers （1951年）
- 合衆国の恐怖・火星からの伝言 Red Planet Mars （1952年）
- ブワナの悪魔 Bwana Devil （1952年）
- 地獄の道連れ Appointment in Honduras （1953年）
- 摩天樓の影 The Glass Wall （1953年）
- 背高きテキサス人 The Tall Texan （1953年）
- ドノヴァンの脳髄 Donovan's Brain （1953年）
- 港町ベンガジ Bengazi （1955年）
- 地獄の拳銃 The Black Whip （1956年）
- 攻撃 Attack （1956年）
- 殴り込み大平原 Quincannon, Frontier Scout （1956年）
- テーブル・ロックの決闘 Tension at Table Rock （1956年）
- 悪夢の殺人者 Nightmare （1956年）
- 四十挺の拳銃 Forty Guns （1957年）
- 赤い矢 Run of the Arrow （1957年）
- ガーメント・ジャングル The Garment Jungle （1957年）
- インディアン峠の死斗 The Ride Back （1957年）
- 戦慄!プルトニウム人間 The Amazing Colossal Man （1957年）
- 黄昏に帰れ Home Before Dark （1958年）
- 連邦警察 The FBI Story （1959年）
- ヴィンセント・プライスのザ・バット The Bat （1959年）
- 戦火の傷跡 Verboten! （1959年）
- 北海の果て Ice Palace （1960年）
- 13ゴースト 13 Ghosts （1960年）
- ユダヤ六〇〇万の虐殺者 Operation Eichmann （1961年）
- セブンセントの決斗 Gold of the Seven Saints （1961年）
- 四時の悪魔 The Devil at 4 O'Clock （1961年）
- 女を売る街 Confessions of an Opium Eater （1962年）
- ヤムヤム・ガール Under the Yum Yum Tree （1963年）
- バイ・バイ・バーディー Bye Bye Birdie （1963年）
- 連邦保安官 Gunfight at Comanche Creek （1963年）
- 欲望の家 Toys in the Attic （1963年）
- 罠を張れ To Trap a Spy （1964年）
- 無法者!墓場へ行け! Bullet for a Badman （1964年）
- ふるえて眠れ Hush... Hush, Sweet Charlotte （1964年）
- 若い恋人たち The Young Lovers （1964年）
- セクシー・ダイナマイト Kitten with a Whip （1964年）
- ラスベガス万才 Viva Las Vegas （1964年）
- 飛べ!フェニックス The Flight of the Phoenix （1965年）
- アメリカ上陸作戦 The Russians Are Coming, the Russians Are Coming （1966年）
- スインガー The Swinger （1966年）
- 消えた拳銃 Warning Shot （1967年）
- トニー・ローム/殺しの追跡 Tony Rome （1967年）
- ニューヨーク泥棒結社 Fitzwilly （1967年）
- 刑事 The Detective （1968年）
- セメントの女 Lady in Cement （1968年）
- 女の香り The Legend of Lylah Clare （1968年）
- 甘い抱擁 The Killing of Sister George （1968年）
- 何がアリスに起ったか? What Ever Happened to Aunt Alice? （1969年）
- 燃える戦場 Too Late the Hero （1970年）
- 危険な国から愛をこめて Mrs. Pollifax-Spy （1971年）
- ブライアンズ・ソング Brian's Song （1971年）
- 傷だらけの挽歌 The Grissom Gang （1971年）
- 新・猿の惑星 Escape from the Planet of the Apes （1971年）
- 夜の大捜査線/霧のストレンジャー The Organization （1971年）
- ワイルド・アパッチ Ulzana's Raid （1972年）
- ビッグケーヒル Cahill U.S. Marshal （1973年）
- 北国の帝王 Emperor of the North Pole （1973年）
- ブレージングサドル Blazing Saddles （1974年）
- ロンゲスト・ヤード The Longest Yard （1974年）
- タワーリング・インフェルノ The Towering Inferno （1974年）
- ハッスル Hustle （1975年）
- クワイヤボーイズ The Choirboys （1977年）
- パニック・イン・SST デス・フライト SST: Death Flight （1977年）
- 絆 死を見つめて A Family Upside Down （1978年）
- 複製人間クローンマスター The Clone Master （1978年）
- ポセイドン・アドベンチャー2 Beyond the Poseidon Adventure （1979年）
- フライングハイ Airplane! （1980年）
- ザ・ギャンブラー The Gambler （1980年）
- カリフォルニア・ドールズ ...All the Marbles （1981年）
- ハメット Hammett （1982年）
- フライングハイ2/危険がいっぱい月への旅 Airplane II: The Sequel （1982年）
- メジャーリーグへの道 片腕のヒーロー A Winner Never Quits （1986年）

### テレビドラマ
- 0011ナポレオン・ソロ The Man from U.N.C.L.E. （1964年）
- 歪んだ愛 レイプの報酬 A Death in California （1985年）

## 受賞
- 1975年 - 第47回アカデミー賞 - 撮影賞（『タワーリング・インフェルノ』）[5]